# Dramatico (platenlabel)
Dramatico is een Brits platenlabel, opgericht door de muzikant, componist en producer Mike Batt. Artiesten die op het label uitkwamen zijn, naast Batt, Marianne Faithfull, Carla Bruni, Robert Meadmore, Sarah Blasko, Katie Melua, Leddra Chapman en Alistair Griffin. Het label had in Engeland veel succes met het debuutalbum "Deleted Scenes from the Cutting Room Floor van de Nederlandse zangeres Caro Emerald. Dramatico heeft ook een Duitse tak ("Dramatico Deutschland") en een managementsfirma. Verder is Dramatico actief in theater en televisie.